# Mmamabula
Mmamabula ist ein Bergbau- und Kraftwerksprojekt im Central District in Botswana. Er liegt in einem Gebiet, das reich an Steinkohle ist, und soll den Bau und Betrieb ab dem Jahr 2020 zweier Kohlekraftwerke beinhalten.[veraltet]

## Geographie
Mammabula liegt im Südosten des Landes wenig östlich der Fernstraße A1 und einer Bahnstrecke, die jeweils Gaborone und Francistown, die beiden größten Städte des Landes, verbinden. Nördlich von Mmamabula fließt der Serorome, ein Nebenfluss des Bonwapitse, der in den Limpopo entwässert. In der Nähe befindet sich der Ort Mmaphashalala.
Mmamabula liegt oberhalb eines Kohlefeldes, das die westliche Verlängerung des Waterberg-Kohlefeldes in Südafrika darstellt.

## Projektverlauf
Erste Pläne zur Kohlegewinnung entwickelte die Coal Investment Corp., der Vorläufer des kanadischen Konzerns und Lizenznehmers CIC Electric. Das Kraftwerk sollte von Shanghai Electric errichtet werden. 2009 stoppte CIC Energy das Projekt wegen fehlender Abnahmegarantien Südafrikas. 2012 wurde die Lizenz an die Tochtergesellschaft Jindal BVI des indischen Konzerns Jindal verkauft. Im März 2019 wurde Jindal JVI von Maatla Energy erworben, einem Tochterunternehmen der MRD Holding Ltd., das seinerseits zu LiAria Trust, Botshi Trust und Sable Trust gehört.
Für die Abfuhr der nicht im Kraftwerk verwendeten Kohle wurden mögliche Bahnstrecken Richtung Namibia und Südafrika untersucht. Schließlich wurde 2019 ein Vertrag zum Bau einer Strecke nach Lephalale im Bereich Waterberg in Südafrika unterzeichnet. Diskutiert wird seit 2014 auch der Bau der Bahnstrecke Trans-Kalahari Railway von Mmamabula nach Namibia, wo über bestehende Strecken der Atlantikhafen Walvis Bay erreicht würde.

## Pläne
Geplant ist unter anderem die Errichtung der Serorome Coal Mine, in der 30 Jahre lang Bergbau betrieben werden soll, um das geplante Kohlekraftwerk Mmamabula mit einer geplanten installierten Leistungen von 1,2 GW zu betreiben, das Südafrika mit elektrischer Energie versorgen soll. Die Förderung soll zu 30 % im Tagebau und zu 70 % unter Tage geschehen. Die Lager liegen großteils weniger als 140 m unter der Oberfläche. Die Lagerstätten sollen laut Quellen über 90 Mt Kraftwerkskohle umfassen. Das nötige Wasser zur Kühlung soll aus dem 2012 eingerichteten Dikgatlhong Dam bezogen werden, der nördlich am Shashe liegt und nach seiner Auffüllung der größte Stausee des Landes sein soll.
Die Steinkohleförderung soll im zweiten Quartal 2020 beginnen.[veraltet] Die Exportkohle soll anfangs rund 20 km zu einem Ladegleis an der Hauptstrecke Gaborone–Francistown gebracht werden. Ein Teil der gewonnenen Kohle ist für ein 300-MW-Kraftwerk in Botswana, das Domestic Power Project, vorgesehen.